# Interstate 520
Pour les articles homonymes, voir Route 520.
L'Interstate 520 (I-520) est une autoroute auxiliaire de 37,56 km (23.34 miles) qui encercle Augusta et North Augusta, de part et d'autre du fleuve Savannah, la frontière entre la Géorgie et la Caroline du Sud.
Elle débute à une intersection avec l'I-20 et la SR 232 dans le nord d'Augusta et se termine à une autre jonction avec l'I-20 dans la partie nord de North Augusta. L'I-520 est aussi connue comme la Bobby Jones Expressway et la Deputy James D. Paugh Memorial Highway en Géorgie ainsi que la Palmetto Parkway en Caroline du Sud.

## Description du tracé

### Géorgie
L'I-520 débute à un échangeur avec l'I-20 dans le nord d'Augusta. À cet échangeur, la route continue au-delà de l'I-20 comme SR 232. L'I-520 se dirige vers le sud-est. Après avoir croisé le Augusta Exchange shopping complex, elle croise Wheeler Road et Marks Church Road. Après un léger crochet vers l'ouest, l'I-520 croise Wrightsboro Road, laquelle mène au Augusta Mall. Environ un mile (1,6 km) plus loin, l'autoroute croise la US 78 / US 278 / SR 10. L'autoroute passe ensuite près de Glenn Hills Middle School et de Glenn Hills High School, à un échangeur avec US 1 / SR 4 et SR 540. Elle passe près d'un campus du Augusta Technical College avant de se diriger vers l'est et croise Windsor Spring Road ainsi que US 25 / SR 121 et SR 555 / SR 565. Après une courbe plus prononcée vers l'est, se trouve un échangeur avec SR 56, lequel est à l'est de Southside Elementary School et au nord-est du East-Central Regional Hospital. L'I-520 s'oriente vers le nord-est et croise Doug Barnard Parkway. L'Interstate croise ensuite Laney Walker Boulevard et SR 28. 300 mètres plus loin, elle traverse le fleuve Savannah et entre en Caroline du Sud, dans les limites de North Augusta.

### Caroline du Sud
L'I-520 s'oriente vers le nord-ouest à un échangeur avec US 1 / US 78 / US 278. L'autoroute reprend son orientation vers le nord-est et croise la SC 126. Elle continue ensuite vers son terminus est en croisant d'abord US 25 / SC 121. C'est un peu plus au nord-est qu'elle atteint son terminus à un autre échangeur avec l'I-20.

## Liste des sorties

### Géorgie
| Interstate 520 |              |       |       | | | |
| Comté          | Municipalité | mi    | km    | Sortie | Intersections / Destinations                                                                                        | Notes |
| Richmond       | Augusta      | 0,00  | 0,00  | 1 | I-20 / SR 232 (en) ouest (Bobby Jones Expressway) – Atlanta, Columbia, Martinez                                     | Terminus ouest; indiqué sortie 1A (ouest) et 1B (est) en direction est; sortie 196 de l'I-20                 |
| Richmond       | Augusta      | 0,40  | 0,64  | 1C | Wheeler Road | |
| Richmond       | Augusta      | 1,90  | 3,10  | 2 | Wrightsboro Road – Daniel Field, Université d'Augusta, Pain College                                                 | |
| Richmond       | Augusta      | 3,10  | 5,00  | 3 | US 78 / US 278 / SR 10 (en) (Gordon Highway) – Fort Gordon                                                          | |
| Richmond       | Augusta      | 5,30  | 8,50  | 5 | US 1 / SR 4 (en) (Deans Bridge Road) / SR 540 (en) ouest (Fall Line Freeway) – Wrens, Augusta                       | |
| Richmond       | Augusta      | 7,20  | 11,60 | 7 | US 25 (Peach Orchard Road / SR 121 (en) / Savannah River Parkway / SR 555 (en) / SR 565 (en)) / Windsor Spring Road | |
| Richmond       | Augusta      | 8,70  | 14,00 | 9 | SR 56 (en) (Mike Padgett Highway)                                                                                   | |
| Richmond       | Augusta      | 9,90  | 15,90 | 10 | Doug Barnard Parkway – Aéroport régional d'Augusta                                                                  | |
| Richmond       | Augusta      | 14,50 | 23,30 | 16 | SR 28 (en) (Sand Barr Ferry Road) / Laney Walker Boulevard – Fairgrounds                                            | |
| Richmond       | Augusta      | 15,62 | 25,14 | Limite Géorgie – Caroline du Sud; terminus est de Bobby Jones Expressway; terminus ouest de Palmetto Parkway | Limite Géorgie – Caroline du Sud; terminus est de Bobby Jones Expressway; terminus ouest de Palmetto Parkway        | Limite Géorgie – Caroline du Sud; terminus est de Bobby Jones Expressway; terminus ouest de Palmetto Parkway |
| Richmond       | Augusta      | 15,62 | 25,14 | | I-520 est – North Augusta                                                                                           | Continue en Caroline du Sud                                                                                  |
|                |              |       |       | | | |

### Caroline du Sud
| Interstate 520 |               |      |       | |                                                                        |                                             |
| Comté          | Municipalité  | mi   | km    | Sortie | Intersections / Destinations                                           | Notes                                       |
| Aiken          | North Augusta | 0,00 | 0,00  | | I-520 est – North Augusta                                              | Continue en Géorgie                         |
| Aiken          | North Augusta | 0,00 | 0,00  | Limite Géorgie – Caroline du Sud; terminus est de Bobby Jones Expressway; terminus ouest de Palmetto Parkway |                                                                        |                                             |
| Aiken          | North Augusta | 1,79 | 2,88  | 17 | US 1 (Jefferson Davis Freeway / US 78 / US 278) – Aiken, North Augusta |                                             |
| Aiken          | North Augusta | 4,98 | 8,01  | 21 | SC 126 (en) (Clearwater Road)                                          |                                             |
| Aiken          | North Augusta | 6,59 | 10,60 | 22 | US 25 Connector vers US 25 / SC 121 (en) – North Augusta, Edgefield    |                                             |
| Aiken          | North Augusta | 7,72 | 12,42 | — | I-20 (J. Strom Thurmond Freeway) – Atlanta, Columbia                   | Terminus est de l'I-520; sortie 6 de l'I-20 |
|                |               |      |       | |                                                                        |                                             |